# Grupo Asun

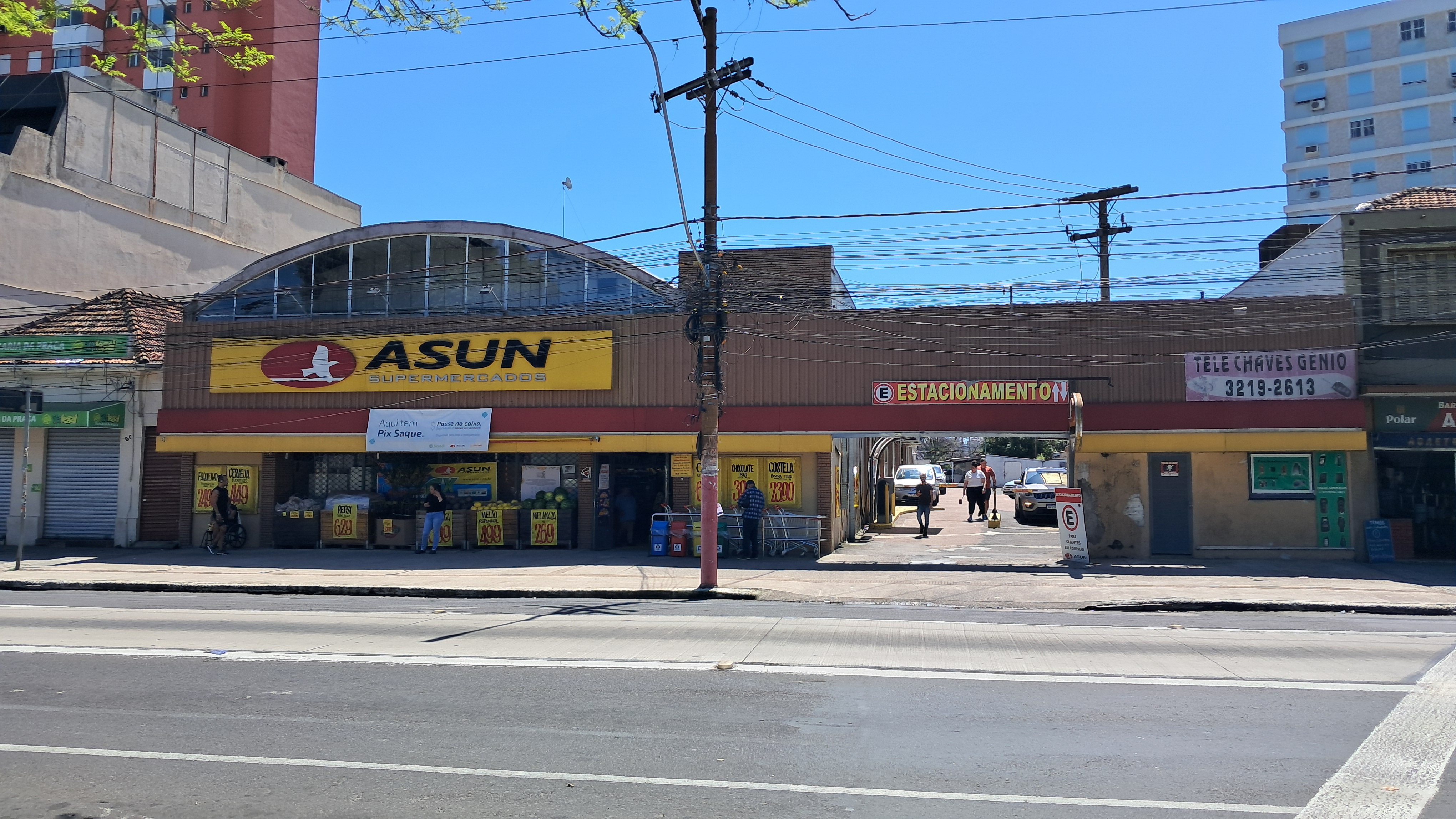
Unidade do Asun no bairro da Azenha, em Porto Alegre

O Grupo Asun é uma empresa brasileira do setor de supermercados fundada em 1964 no Rio Grande do Sul.

## História
Em 1960, a espanhola Asunción Romacho Garcia Ortiz deixou a cidade de Guadix junto à sogra e os filhos Ernesto, Antonio e José. Foram ao encontro do marido de Asunción, Ernesto Ortiz Leyva, que estava desde um ano antes em Porto Alegre, trabalhando como mecânico em uma concessionária Volkswagen. Na capital gaúcha, Asunción trabalhou como costureira, doméstica e vendeu sapatos de porta em porta.
Em 1964, aproveitando a experiência da família em uma loja de materiais elétricos na Espanha, foi criado o armazém Asun, pequeno estabelecimento na garagem de casa, na rua Dr. Barcelos, bairro Cavalhada. O nome homenageia a matricarca. Nove anos depois, no mesmo local, era inaugurado um prédio de pouco mais de 400m², já adotando o conceito moderno de supermercados. Em 1975, abriram outro mercado em Quintão, no Litoral Norte do Rio Grande do Sul. Sem energia elétrica na praia, enviavam os produtos perecíveis congelados da capital e mantinham a iluminação com lampiões a gás. No ano seguinte, o mercado da Cavalhada fechou.
Somente na década de 1980 o Asun retornaria a Porto Alegre. No ano de 1983, Antonio Ortiz foi para a capital fazer uma cobrança, encontrou um prédio disponível na avenida Benjamin Constant, no bairro São João, onde abriu a Padaria Asun, dividindo a família entre os negócios do interior e de Porto Alegre. Em 1989, foi aberto o supermercado na avenida Cavalhada.

## Operação
Desde 1990, Antonio Ortiz lidera as operações, iniciando uma fase de crescimento que se intensificou nos anos seguintes. Atualmente, o grupo conta com 40 lojas Asun e Leve Mais Atacado (marca atacadista que já representa 20% do faturamento da empresa) no Rio Grande do Sul, com quase 4 mil funcionários e faturamento de R$ 1,4 bilhão em 2023, sendo a sétima maior rede do Rio Grande do Sul, conforme o ranking da Associação Gaúcha de Supermercados (AGAS).
1. 1 2 3 4 5  Staudt, Leandro (10 de outubro de 2024). «Rede Asun completa 60 anos». Zero Hora (21.115): 30
2. 1 2 3 4  «Grupo Asun completa 60 anos de história». SuperVarejo. 30 de setembro de 2024. Consultado em 10 de outubro de 2024
3. ↑  Ritter, Affonso (11 de setembro de 2024). «O Grupo Asun 60 anos». Jornal do Comércio. Consultado em 10 de outubro de 2024